# Carlemans sats
Carlemans sats är en matematisk sats uppkallad efter Torsten Carleman som kan formuleras som följer: Ett nödvändigt och tillräckligt villkor för att Carlemanklassen {\displaystyle C_{M}} som definieras av den positiva talföljden 
{\displaystyle M=M_{0},M_{1},M_{2},\ldots \quad ,\quad M_{0}=1\quad }
skall vara kvasianalytisk är att integralen 
{\displaystyle \int _{1}^{\infty }T(r){\frac {dr}{r^{2}}}\quad ,\quad T(r)=\sup _{\nu \geq 1}{\frac {r^{\nu }}{M_{\nu }}}}
divergerar.